# Öçpoçmaq
Az öçpoçmaq, baskírul Өчпочмак (öcspocsmak), tatár és baskír étel, hússal és burgonyával töltött, háromszög alakú sült tészta. A szó jelentése is „háromszög”, ami a tészta alakjára utal.

## Készítése
Kelt tésztából készül, élesztő nélkül is készítik, de ritkábban. A bárány-, borjú- vagy marhahúst, esetleg liba- vagy kacsahúst, megmossák, lefejtik a csontról és apró kockára szeletelik. A burgonyát hasonló méretű kockára vágják. A húst és a burgonyát apróra vágott hagymával, sóval és borssal keverik össze. Mivel a töltelék nyersen kerül a tésztába, ezért egyszerre kis adagokban készítik csak el, megakadályozandó a burgonya elszíneződését, és a hogy a hús levet eresszen. A tésztát csészealj nagyságúra szaggatják, közepébe kerül a töltelék, majd három oldalon felhúzva tésztát, háromszöget formáznak belőle, a közepén azonban hagynak egy lyukat. Vajjal kenik le a tésztát, kizsírozott tepsire teszik, majd fél órára sütőbe kerül. Fél órát követően kiveszik, a háromszögek tetején keresztül egy-két kanál húslevest öntenek a tésztába, a tésztát lekenik tojással, és újabb fél órára visszateszik a sütőbe. Miután elkészült, az öçpoçmaqokba újra egy-két kanál levest öntenek, külsejüket pedig ismét lekenik vajjal. Katikkal (igen sűrű joghurtféleség) fogyasztják.